# Ambroise Bravet
Ambroise Bravet, né le 30 juin 1820 à Chapareillan (Isère) et mort le 29 décembre 1882 à Chapareillan, est un homme politique français.
Notaire, maire de Chapareillan, il est député de l'Isère de 1876 à 1882, siégeant au centre gauche. Il est l'un des 363 qui refusent la confiance au gouvernement de Broglie, le 16 mai 1877.

## Sources
- « Ambroise Bravet », dans Adolphe Robert et Gaston Cougny, Dictionnaire des parlementaires français, Edgar Bourloton, 1889-1891 [détail de l’édition]

- Ressource relative à la vie publique :   - Base Sycomore